# Аркан (плес)
Аркан (укр. Аркан) је народна игра у кругу Хуцула из југозападне Украјине. Уобичајена је у Ивано-Франковској, Черновачкој и Закарпатској области.

## Извођење
Аркан се традиционално изводи око ломаче коју пале мушкарци. Назив је добио по кораку који мушкарци изводе док плешу око ватре. Почиње десном ногом у страну или двоструким кораком, док је лева нога позади, затим поново десним кораком у страну док је лева нога савијена у колену. У току плеса мушкарци се држе рукама за рамена. Међутим, у професионалним украјинским плесовима, постоје многе варијанте аркана. Ритам је 2/4 у првом такту и 2/8 и 1/4 у другом.
Године 2020. је обичај извођења овог плеса уврштен на листу нематеријалног културног наслеђа Украјине.
Поред украјинског, постоји и румунски плес под истим називом. Познат је и у Молдавији.
Британски фолк–панк бенд „Украјинци” има песму Аркан на свом албуму Република.